# Posidonius (werktuigkundige)
Posidonius (Oudgrieks: Ποσειδώνιος / Poseidonios) was een Macedonisch militair ingenieur die diende onder Alexander de Grote. Hij wordt meestal aangeduid als Posidonius Mechanicus om hem te onderscheiden van Posidonius van Apameia.
Onder leiding van Diades van Pella werkte hij samen met Charias en Philippus voor Alexander tijdens diens campagne tegen het Perzische Rijk. Volgens de Griekse schrijver Biton bouwde hij rond 330 v.Chr. voor Alexander een helepolis, een grote gepantserde belegeringstoren met ingebouwd geschut.